# My Dearest Nemesis
My Dearest Nemesis (en hangul, 그놈은 흑염룡; romanización revisada, Geunomeun heugyeomnyong; literalmente, «Él es un dragón de llama negra») es una serie de televisión surcoreana, una comedia romántica basada en el webtoon del mismo título original creado por Hye jin-yang. Está escrita por Kim Soo-yeon, dirigida por Lee So-hyun, y protagonizada por Moon Ga-young, Choi Hyun-wook, Im Se-mi y Kwak Si-yang. Se emitió por tvN del 17 de febrero al 24 de marzo de 2025, en horario de lunes y martes a las 20:50 (hora local coreana).

## Sinopsis
El comienzo de la trama se desarrolla entre principios y mediados de la década del 2000. La serie narra el romance que se desarrolla entre una chica de secundaria, Sandberry, que es nueva en los videojuegos, y un usuario experimentado, Heukyeonryong, que la ayuda. Los dos se conocen como miembros de un grupo de un juego en línea, después se encuentran en el mundo real y se enamoran, pero por alguna razón terminan dejando atrás su relación como la peor historia oscura de su pasado. Muchos años después se reencuentran como empleados de la sede de los grandes almacenes Yongseong.

## Reparto

### Principal
- Moon Ga-young como Baek Soo-jung, jefa del equipo de planificación en los grandes almacenes Yongsung, hermana mayor de Soo-bin e hija de Won-seop.  Aunque de origen modesto, como hija del dueño de una pequeña ferretería, gracias a su tenacidad consiguió un trabajo en los grandes almacenes , que ofrecen el salario más alto de la industria, y se convirtió en la dirigente más joven del equipo de planificación. Está acostumbrada a luchar contra el jefe que comete injusticias en lugar de simplemente tolerarlas, mientras lucha por sobrevivir en este duro mundo.[4][5][6]
- Choi Hyun-wook como Ban Joo-yeon, chaebol de tercera generación, jefe de la división de planificación estratégica de los grandes almacenes Yongsung, nieto de Hyo-sun. Tiene un pasado secreto, el del grupo de videojuegos dragón de llama negra, que oculta para ser reconocido como el perfecto heredero del grupo empresarial familiar.[4][7]
  - Moon Woo-jin como Joo-yeon de adolescente.[8]
- Im Se-mi como Seo Ha-jin, propietaria del bar Sulro. Se casó con su primer amor después de diez años de noviazgo, pero se divorció solo un año después, y ahora vive su propia vida mientras se concentra en administrar el bar. Pensaba que había cerrado la puerta al amor para siempre, pero las cosas cambian cuando conoce a un nuevo cliente, Shin-won.[9][10]
- Kwak Si-yang como Kim Shin-won, jefe del departamento de diseño de los grandes almacenes Yongsung. Aún no ha tenido su primer amor, pero empieza a experimentarlo cuando conoce a Ha-jin.[11][12][13]

### Secundario

#### Grupo Yongsung
- Ban Hyo-jung como Jung Hyo-sun, la abuela paterna de Joo-yeon y presidenta del Grupo Yongsung.[8]
- Kim Young-ah como Kwon In-kyung, la secretaria de Joo-yeon, una persona sagaz, hábil y profesional, que sabe leer con rapidez y precisión las mentes de sus superiores.[14][15]
- Yoon Young-min como Oh Hye-joo, la superior de Soo-jung en el trabajo.

#### Equipo de planificación de los grandes almacenes Yongsung
- Kim Woo-kyum como Yang Joon-soo, gerente del equipo de planificación.[16][17]
- Im Young-joo como Choi Na-na, empleada del equipo de planificación. Parece alegre y jovial, pero en realidad es tímida; ve a su jefa Soo-jung como su modelo a seguir.[18][19]
- Sung Seung-ha como Kim Seok-hee, un joven en período de prácticas del equipo de planificación de los grandes almacenes Yongsung. Una persona alegre a la que es difícil odiar, aunque actúa sin tacto, es desinhibido y dice siempre lo que hay que decir, y a veces da en el clavo.[20]

#### Familia de Soo-jung
- Ko Chang-seok como Baek Won-seop, padre de Soo-jung y Soo-bin, propietario de una ferretería. Conocido por todos en el vecindario como una persona amable y gentil, perdió a su amada esposa hace mucho tiempo y siempre se lamenta por su hija Soo-jung.[21][22]
- Son Sang-yeon como Baek Soo-bin, el hermano menor de Soo-jung, hijo de Won-seop. Se prepara para convertirse en bombero después de haber sido dado de baja del ejército.[23][24]

#### Otros
- Kim Hak-sun como el padre de Ha-jin.
- Yoon Bok-in como la madre de Ha-jin.
- Pyo Young-seo como Eun-hee.
- Park Jeong-ja como Ahn Ji-sook.

### Apariciones especiales
- Oh Eui-shik como Moonpa-won 1 (capítulo 1).[25][26]
- Hong Jong-hyun como Yoon Ji-hoo, la cita a ciegas de Soo-jung (episodio 6).[27]
- Kim Tae-hoon  como Ban Do-hyung, el padre de Joo-yeon.
- Woo Hee-jin como Lee Jung-hye, la madre de Joo-yeon.
- Yoon Park como un cliente que le pide el número de teléfono a Ha-jin (episodio 8).[28][29]
- Shin Hyun-soo como  el exesposo de Ha-jin (episodio 10).
- Kim Seung-rak como el escritor de El Rey Pirata (episodio 11).

## Banda sonora original
El 12 de febrero de 2025 la compañía productora de BSO Blending Co. reveló el elenco de músicos que intervienen en la banda sonora de My Dearest Nemesis. Entre ellos aparecen el solista Ha Sung-woon, el vocalista del grupo LUCY Choi Sang-yeop, el cantautor Colde, Sondia (un clásico en bandas sonoras) y la banda Riot Kids.

## Producción
My Dearest Nemesis es una coproducción de Studio N y Studio Dragon para tvN. Está basada en el webtoon homónimo (en el título original coreano) escrito y dibujado por Hye Jin-yang, formado por 76 episodios publicados en Naver Webtoon entre 2019 y 2021. La propia Hye dibujó dos carteles con sus personajes que reproducen una fotografía de los dos actores protagonistas, y que publicó tvN. Además, manifestó que la elección de ambos había sido plenamente acertada para sus personajes. Con respecto al webtoon, en la serie difiere el modo en que los protagonistas se reencuentran ya en el lugar de trabajo.
El guion está a cargo de Kim Soo-yeon. El 17 de abril de 2024 se confirmó que dirigiría la serie Lee Soo-hyun. En ese momento se hallaba esta en preproducción y se preveía iniciar el rodaje en junio. No se había elegido aún el canal de distribución, pero la productora estaba negociando ya con tvN. Lee Soo-hyun ha dirigido previamente las series Shooting Stars (tvN, 2022) y Delightfully Deceitful (tvN, 2023). En cuanto a la guionista, Kim Soo-yeon, ha adaptado a novela algunos guiones de Kim Eun-sook: Goblin, Mr. Sunshine y The King: The Eternal Monarch. Ello porque, aunque lo habitual es publicar el guion tras el final de una serie, Kim Eun-sook prefiere publicar una novela adaptada de aquel.
El 2 de abril de 2024 un portavoz de tvN declaró que el canal estaba negociando con Moon Ga-young y Choi Hyun-wook para que participaran en la serie; el 12 de julio se confirmaron sus nombres como los protagonistas. Para ella es la segunda vez que trabaja bajo la dirección de Lee Soo-hyun; la primera, donde esta no era la directora principal, fue en Find Me in Your Memory (MBC, 2020). El 15 de julio fueron anunciados los nombres de la segunda pareja protagonista, Im Se-mi y Kwak Si-yang.
El 6 de enero de 2025 se distribuyeron imágenes de la primera lectura del guion. El 13 de enero el equipo de producción publicó un cartel de la serie y confirmó que se estrenaría el 17 de febrero. El 21 de enero lanzó dos avances en vídeo dedicados a los dos personajes principales, y cuatro días después un nuevo avance. El 2 de febrero Choi Hyun-wook y Moon Ga-young aparecieron como invitados en el programa web Salon Drip 2 disponible en el canal TEO Theo de YouTube. El 4 se publicaron cuatro carteles de los personajes protagonistas. El 12 se llevó a cabo la conferencia de presentación de la producción en línea

## Audiencia
| Temporada | Temporada | Episodio número | Episodio número | Episodio número | Episodio número | Episodio número | Episodio número | Episodio número | Episodio número | Episodio número | Episodio número | Episodio número | Episodio número | Promedio |
| Temporada | Temporada | 1               | 2               | 3               | 4               | 5               | 6               | 7               | 8               | 9               | 10              | 11              | 12              | Promedio |
| --------- | --------- | --------------- | --------------- | --------------- | --------------- | --------------- | --------------- | --------------- | --------------- | --------------- | --------------- | --------------- | --------------- | -------- |
|           | 1         | 846             | 919             | 1079            | 966             | 1171            | 1258            | 1043            | 934             | 912             | 1038            | 993             | 968             | 1011     |

| Episodio | Fecha de emisión      | Índices de audiencia (Nielsen Korea) | Índices de audiencia (Nielsen Korea) |
| Episodio | Fecha de emisión      | Nacional                             | Seúl                                 |
| --- | --------------------- | ------------------------------------ | ------------------------------------ |
| 1 | 17 de febrero de 2025 | 3,534 % (1.ª)                        | 3,663 % (1.ª)                        |
| 2 | 18 de febrero de 2025 | 3,459 % (1.ª)                        | 3,352 % (1.ª)                        |
| 3 | 24 de febrero de 2025 | 4,533 % (1.ª)                        | 4,560 % (1.ª)                        |
| 4 | 25 de febrero de 2025 | 4,079 % (1.ª)                        | 4,150 % (1.ª)                        |
| 5 | 3 de marzo de 2025    | 4,927 % (1.ª)                        | 4,905 % (1.ª)                        |
| 6 | 4 de marzo de 2025    | 5,078 % (1.ª)                        | 4,871 % (1.ª)                        |
| 7 | 10 de marzo de 2025   | 4,456 % (1.ª)                        | 4,620 % (1.ª)                        |
| 8 | 11 de marzo de 2025   | 4,011 % (1.ª)                        | 4,112 % (1.ª)                        |
| 9 | 17 de marzo de 2025   | 3,727 % (1.ª)                        | 3,801 % (1.ª)                        |
| 10 | 18 de marzo de 2025   | 4,169 % (1.ª)                        | 4,388 % (1.ª)                        |
| 11 | 24 de marzo de 2025   | 4,347 % (2.ª)                        | 3,940 % (2.ª)                        |
| 12 | 24 de marzo de 2025   | 4,132 % (1.ª)                        | 3,407 % (1.ª)                        |
| Promedio | Promedio              | 4,204 %                              | 4,147 %                              |
| - En la tabla superior, los números azules representan las calificaciones más bajas y los números rojos representan las más altas. - Esta serie se transmite en un canal de cable/televisión de pago, que normalmente tiene una audiencia menor respecto a las emisoras de televisión públicas/gratuitas (KBS, SBS, MBC y EBS). - Los episodios 11 y 12 se transmitieron uno tras otro el mismo día 24, para evitar la coincidencia con un partido de fútbol entre las selecciones de Corea del Sur y Jordania. |                       |                                      |                                      |